# Stadtwerke Bad Pyrmont
Die Stadtwerke Bad Pyrmont (SWP) sind der regionale Energie- und Wasserversorger der Stadt Bad Pyrmont. Außerdem sind sie Anbieter für Wärme- und Stromversorgung.

## Stromversorgung
Seit 1907 sind die Stadtwerke Stromanbieter in Bad Pyrmont.
Im Jahre 2013 gab das Unternehmen 54.972 MWh an Endabnehmer ab, davon 15.424 aus Handel.
Die Stadtwerke betrieben 2013 ein 249,6 km langes Leitungsnetz mit 3.797 Hausanschlüssen und 12.510 Zählern.

## Gasversorgung
1867 erfolgte die Gründung des ersten Gaswerkes am Waisenhof, das 1870 durch die Stadt übernommen wurde.
Im Jahre 1910 wurde ein neues Gaswerk am Bahnhof errichtet. 1965 erfolgte die Umstellung auf eine Flüssiggas-Spaltanlage, 1974 auf eine Flüssiggas-Luftmischanlage. Seit 1978 erfolgt die Versorgung mit Erdgas.
2013 betrieben die Stadtwerke ein 119,5 km langes Gasleitungsnetz mit 3.920 Hausanschlüssen und 3.825 Gaszählern. Die Gasabgabe betrug 184.061 MWh.

## Wasserversorgung
Seit 1895 versorgen die Stadtwerke Bad Pyrmont die Stadt mit Wasser.
Das Unternehmen hatte 2013 ein Wasserleitungsnetz von 174,5 km Länge mit 5.124 Hausanschlüssen und 9.550 Wasserzählern. Es wurden 1.331 Tsd. m³ Wasser abgegeben.

## Wärmeversorgung
Seit 1987 versorgen die Stadtwerke Bad Pyrmont die Stadt mit Fernwärme. 2013 wurden 18.621 MWh Wärme abgegeben und 44 Zähler betrieben.

## Öffentlicher Personennahverkehr
Die Stadtwerke richteten 1925 ihre erste Buslinie ein, nachdem die seit 1879 betriebene Pferdebahn Bad Pyrmont den Betrieb eingestellt hatte. In den folgenden Jahrzehnten wurde der Betrieb schrittweise ausgebaut. Die Stadtwerke betrieben zuletzt bis 2017 den Stadtbus in Bad Pyrmont. In diesem Jahr übernahm der Landkreis Hameln-Pyrmont die Mobilitätssparte der Stadtwerke und betreibt den Stadtverkehr seitdem im Verbund „Öffis“.
2013 wurde mit 3 Buslinien ein 43,5 km langes Streckennetz befahren. Ew wurden bei einer Fahrleistung 172.553 km 545.160 Personen befördert.